# Multimedia Records
Multimedia Records je jedna od vodećih muzičkih izdavačko-distibuterskih kuća u Srbiji.

## Saradnja sa
Prvih osam godina Multimedia Records je kao licencni partner zastupala Universal Music Group – najveću diskografsku kuću na svetu. Za to vreme je Multimedia Records distribuirala na hiljade izdanja Universal Musica u Srbiji, postigla najnižu moguću cenu originalnog CD-a u regionu, te učestvovala u gostovanjima najvećih svetskih zvezda koji se nalaze na etiketama UMG: 50 Cent, Rihanna, Mark Knopfler, Kaiser Chiefs, , , Patricio Buanne, Busta Rhymes, Andreas Volenweider, The Police i mnogi drugi.

## Domaća izdanja, koncertne aktivnosti, borba protiv piraterije
U domenu domaće diskografije od 2003. do 2009. godine mnoga domaća imena potpisuju ugovore sa Multimedia Recordsom. Posebna odlika izdanja je da Multimedia Records objavljuje izvođače svih muzičkih žanrova: rock, punk, pop, heavy metal, hip hop, R&B, jazz i etno.
Najpoznatiji bendovi i solisti su: Ajs Nigrutin & Bvana, Atheist Rap, Autopark, Block Out, Dejan Cukić, Doktor Spira i Ljudska bića, Đorđe Miljenović, Dža ili Bu, Emina Jahović, Goblini, Groovy Chickadee, Happy Guitar, Iskaz, Jan Nemeček, Katarina Kačunković, Lala Trio, Maja Marković, Marčelo, Mistakemistake, Nebo, Night Shift, Prljavi inspektor Blaža & Kljunovi, Pekinška Patka, Pop Mašina, Rare, Six Pack, Sky Wikluh, Slobodan Trkulja, Sunshine, Sweeper, Teodulija, Thimble, X-Centar...
U prethodnih nekoliko godina, Multimedia Records je sarađivala sa svim domaćim promoterskim kućama, kao i pomagala u koncertnoj promociji domaćih izvođača.
Uspeli smo i da organizujemo nekoliko koncerata domaće produkcije. Uspešna saradnja sa  je već postala tradicionalna, a sarađivali smo i sa ECHO festivalom, zaječarskom Gitarijadom i ostalim velikim domaćih muzičkim manifestacijama.
Multimedia Records je sa mnogim državnim institucijama učestvovala u borbi protiv piraterije, kao i razvoju zaštite intelektualne svojine u Srbiji. Od 2003. je član IFPI - International Federation of the Phonographic Industry.

## Saradnja sa
Godine 2008. Menart Records Slovenija je ponudio partnerski ugovor Multimedia Recordsu za distribuciju kataloga Sony/BMG, čime je otvorena nova era distribucije najvećih svetskih zvezda na jednom mestu. U ovom periodu u Srbiji nastupa veliki broj izvođača sa etikete Sony, i Multimedia Records uzima učešće u pr/promo aktivnostima tih bendova: AC/DC, Eros Ramazzotti, Carlos Santana, Il Divo, Patty Smith, Backstreet Boys...

## Zastupništvo hrvatskih diskografa
Godinama radeći na regionalnom razvoju, nekoliko velikih hrvatskih diskografskih kuća se odlučilo na saradnju sa Multimedia Recordsom. Izdanja Aquarius Recordsa, Menart Recordsa, Croatia Recordsa, Hit Recordsa... su stigla na srpsko tržište kao originalna licencna izdanja. Napokon, posle mnogo godina piraterije, hrvatska pop muzika je konačno dobila svoja prva legalna izdanja u Srbiji: Oliver Dragojević, Massimo Savić, Nina Badrić, Cubismo, Gabi Novak, Tony Cetinski, Edo Maajka...

## Formati
CD, DVD, muzički singl, gramofonska ploča, earbook, knjige, merchandising...

## Spoljašnje veze
- Zvanična stranica
- Twitter
- MySpace
- Facebook
- Blic: Uprkos zakonu intelektualna svojina i dalje nezaštićena, oktobar 2009.
- EMPortal: Milionski gubici zbog piraterije, april 2009. Архивирано на веб-сајту  (7. новембар 2009)
- RFE: Top liste, tiraži, mediji, avgust 2005.
- Popboks: Dijagnoza srpske muzičke scene, jun 2006.
- Glas javnosti: Legalna roba je sve traženija, oktobar 2002.[мртва веза]